# Clube dos Esportistas
Clube dos Esportistas foi um programa de televisão brasileiro exibido pela RecordTV entre 1982 a 1986, sempre às terças feiras à meia noite. Apesar desse nome, o programa não era totalmente esportivo, já que os convidados eram desde esportistas amadores até mulheres que desfilaram no estúdio. Era apresentado por Silvio Luiz.

## História
A TV Record, nos anos 80, era quase imbatível na liderança de audiência das transmissões de futebol em São Paulo. Encabeçadas pela dupla formada pelo narrador Silvio Luiz e pelo repórter Flávio Prado, os jogos chamavam a atenção pela quebra da sobriedade, abrindo espaço para a irreverência, gozação e algumas piadas (nunca beirando ao sarrismo que predomina atualmente nos programas esportivos). Por causa disso, a Record chegou até ganhar da Globo durante a transmissão do jogo entre Brasil e Alemanha Ocidental, em 7 de janeiro de 1981, no Mundialito de Futebol em Montevidéu, no Uruguai, preenchendo audiência de 30% segundo dados do IBOPE. No ano seguinte, depois do sucesso da transmissão "televisiva" da Copa do Mundo da Espanha no rádio, Silvio e Flávio recusaram uma proposta milionária da Rede Bandeirantes, oferecida por Édson Leite (aquele mesmo que foi um dos diretores da TV Excelsior e locutor esportivo nas Copas de 58 e 62) e tiveram seus contratos renovados pelo diretor da Record, Paulo Machado de Carvalho, além de terem seus salários aumentados. A dupla não se fez de rogada e pediu que o restante da equipe esportiva tivesse também um aumento em seus ordenados. Paulo de Carvalho, então, exigiu que a equipe trabalhasse mais e ordenou a estreia de um programa diário, o noticiário Record nos Esportes, e um semanal. Nascia ali o Clube dos Esportistas.
O programa estreou em 17 de agosto de 1982 e era exibido às terças-feiras, na faixa reservada ao Show da Noite, com duas horas de duração. A nova atração se passava em um pequeno set que lembrava uma sala, no qual pudesse reunir atletas e personalidades do esporte para conversar, tocar violão, jogar futebol de botão, brincar no fliperama, tomar uísque e se divertirem com o ambiente do programa, com piadas fortes, humor picante e mulheres de pouca roupa. Silvio Luiz tornou-se o apresentador da atração, que passearia pelo acanhado estúdio de 100 m² e, confiando na sua criatividade, sem seguir roteiro, deixou o programa se tornar o primeiro a levar uma descontração franca e irreverência real à televisão, o que provocou uma certeza em toda a equipe de que o programa era de fato imprevisível. A única regra do Clube era que cada integrante da equipe esportiva levasse um convidado para ser entrevistado e era comum que o convidado chegasse no meio do programa, o que fazia a cachorrada latir. Todos que trabalhavam no programa corriam risco de ser "premiados" com o Troféu Palhacinho, para quem levasse o pior entrevistado, e o Troféu Cavalinho, para quem falasse a maior besteira.
Silvio deixava o programa "acontecer" em uma casa, com campainha, empregada e cachorro. A decoração da casa mudava constantemente: os adereços sumiam e apareciam de um hora para outra. Silvio perguntava aos convidados sobre vários assuntos que não eram suas especialidades. Dançarinas de escolas de samba e modelos aspirantes a miss eram convidadas por Silvio para quebrar a sequência do programa, sentando no colo dos convidados, o que gerou polêmica na época. Outras que tiveram esse tipo de comportamento foram cantoras que seguiam o estilo Gretchen, que gemiam e rebolavam sem parar, como Sharon, Sol, Vênus e até a ex-chacrete Rita Cadillac. Por causa disso, o motivo da ausência de alguns convidados era um só: "Ele não vem ao programa porque a mulher não deixa". Outros convidados chegavam a abandonar o programa após serem assediados pelas mulatas. O Clube dos Esportistas era gravado às 19 horas, mas Silvio fazia questão de adiar seu relógio para que durante o programa desse as horas com exatidão, o que fazia muita gente acreditar que o programa era ao vivo. Os erros eram devidamente registrados e consertados ao mesmo tempo pelo apresentador, que pedia para fazer tudo de novo, mesmo que os telespectadores terem visto o erro, pois era difícil saber se aquilo era realmente um erro ou estava tudo combinado. Como o programa tinha duas horas de duração, a produção tinha duas fitas e o bloco (e o próprio programa) acabava na mesma hora que terminava a fita. A equipe do switcher avisava a Silvio que a fita iria acabar durante o programa, exibindo caracteres que o telespectador também via como "Cinco minutos para terminar a fita".
A equipe do programa, em 1982, era formada por Silvio Luiz, Flávio Prado, Eli Coimbra, Ronny Hein e Luiz Alfredo. Em 1984, Luiz Alfredo foi para a TV Globo e a equipe ganha novos integrantes como Fernando Solera, Luís Andreoli, Israel Gimpel, Silvio Ruiz e Fábio Sormani. A personagem fixa do programa era a Ferreirinha, a "secretária de palco" de Silvio Luiz, que fazia questão que a garçonete do programa fosse baixinha, feia e burrinha. Ferreirinha, um dos grandes motivos do sucesso do Clube, era chamada de "Princesinha de Pirituba" e a cada programa usava uma fantasia diferente e era maltratada por Silvio, chegando a fingir choro, enganando muita gente pela sua dramática interpretação. No Clube passaram jogadores de futebol, de vôlei e de basquete, pilotos, tenistas, dirigentes, ex-jogadores, atletas em início de carreira pedindo patrocínio, treinadores, empresários e até prefeitos do interior para divulgarem os eventos de suas cidades e participar do campeonato de futebol de botão do programa, entre eles Mário Covas, então prefeito de São Paulo e futuramente governador do Estado.
O Clube dos Esportistas terminou em 20 de maio de 1986, semanas antes da abertura da Copa do Mundo de Futebol. A intenção era deixar de exibir o programa apenas quando a equipe estivesse no México cobrindo o Mundial, que foi transmitido em conjunto com o SBT, e não houve programa de despedida pois todos acreditavam que o programa pudesse voltar ao ar. A reestreia do programa foi adiada várias vezes por Paulinho de Carvalho, mesmo porque após a Copa, o faturamento não era o suficiente para compensar as dívidas da Record na época. O programa parou mesmo por ali, conseguindo conquistar uma grande audiência do público masculino adulto. Silvio Luiz, o criador do programa, foi quem mais lamentou pelo fim inesperado do programa. Para ele, o Clube foi mais importante até que o estilo arrojado de narrar futebol que ele criou.

## Curiosidades
- Nos créditos iniciais e finais do programa, cada integrante da equipe aparecia escrito seguido de seu respectivo apelido: Eli Coimbra (Betting ou Momento), Flávio Prado (Frango ou Sabonete), Luiz Alfredo (Beijinho), Ronny Hein (Sócrates), Fernando Solera (Fujão), Fábio Sormani (Bonitinho) e Silvio Luiz (Iogurte). No programa de estreia, o primeiro convidado foi o treinador de basquete Cláudio Mortari.
- O Clube dos Esportistas foi responsável pela primeira aparição de Eurico Miranda em um programa de TV. O então assessor do Vasco da Gama, sem gritar, sem polemizar, sem discutir com os demais e com muita humildade (ao contrário de anos mais tarde quando tornou-se presidente do clube carioca), estreou no mundo da cartolagem. Outro dirigente que marcou presença foi o folclórico presidente do Bangu, Castor de Andrade que, ao chegar ao estúdio, carregava uma mala preta. Silvio desconfiou de que o polêmico bicheiro (e um dos patronos da escola de samba Mocidade Independente de Padre Miguel) estivesse armado e o obrigou a abrir a mala, que continha camisas do Bangu para serem distribuídas aos convidados.
- A boy band porto-riquenha Menudo chegou ao Brasil em 1984, para alegria de suas histéricas fãs. Eles iriam participar de uma gravação do Programa Barros de Alencar quando um fã-clube invade aos berros os estúdios do programa, interrompendo uma entrevista que Silvio Luiz estava fazendo. Silvio pergunta o que elas queriam, elas estavam procurando o Menudo e ele disse que estavam "naquele outro estúdio". Todos racharam o bico.
- Toda vez que Silvio Luiz começava a brigar, se irritar ou se desentender com alguém, a direção de imagens do Clube fazia um efeito na mesa de corte produzindo uma auréola de anjo na cabeça dele. Quando Silvio via sua imagem de "santo" no monitor, ficava mais nervoso ainda.
- Por causa de um feriado, um bicheiro paulista teve dificuldade de se comunicar com o interior para divulgar o resultado do jogo do bicho (prática considerada ilícita no Brasil). O bicheiro, então, entrou em contato com a produção do programa e pediu para que Silvio divulgasse os resultados. A prestação de serviço do Clube custou caro e Silvio foi intimado a comparecer até à Polícia Federal só para esclarecer uma dúvida do delegado. Como Silvio conseguiu os resultados do jogo do bicho naquele dia, respondeu que "é da mesma forma que o Jornal Nacional conseguiu saber qual a cotação do dólar paralelo naquele dia".
- Um sonoplasta novo, cujo sobrenome era Ferreira, estava trabalhando no programa e Silvio pediu para tocar uma faixa de um disco sabendo que a música era na outra faixa. Por gozação, deu a informação errada de um outro disco e era o suficiente para o novo sonoplasta ser enganado. Silvio ficou sabendo que um novato estava sonorizando o programa e aproveitou o embalo para passar o microfone para um jogador de futebol com um apelido interessante, Boni. O então zagueiro do São Paulo, campeão mundial de juniores (atual Sub-20) pelo Brasil em 1983, estava no clima do programa e atendeu o pedido de Silvio, demitir o Ferreira. O apresentador ainda completou a humilhação ao novato sonoplasta: "Que moral, hein, Ferreira? Você foi demitido pelo Boni e não foi qualquer um!" Era uma brincadeira de duplo sentido que Silvio fez em cima do verdadeiro Boni (José Bonifácio de Oliveira Sobrinho), então maestro da programação global.
- Um amigo de Silvio Luiz que era empresário e se tornara vice-presidente do Corinthians, participou do Clube usando jóias, relógios, correntes e pulseiras de ouro, marcas registradas dele. Ao cumprimentar Silvio, foi lançado pelo apresentador: "diretamente da Globo, Sinhozinho Malta", pois naquela época, a novela Roque Santeiro já era um enorme sucesso. O apelido só foi embora conforme o tempo, quando o empresário parou de usar os adereços.
- A Rede Globo estava fazendo uma enorme divulgação da inauguração de sua nova torre transmissora na Avenida Paulista (sobre o Edifício Gazeta). Aproveitando o embalo, Silvio anunciou durante um mês que também inauguraria a "nossa torre". Na semana de inauguração da antena global, lançada em 21 de abril de 1983, a estreia da "Torre do Clube" foi uma ocasião especial. Era a peça gigante do jogo de xadrez colocada no balcão do cenário, com direito a iluminação especial e banda de música.
- Entre 1984 e 1985, houve uma espécie de rivalidade nos bastidores da TV Record entre os funcionários para saber qual era o pior programa da televisão brasileira na época, se era o Clube dos Esportistas com Silvio Luiz ou o programa de auditório Perdidos na Noite com Fausto Silva.
- Em 11 de outubro de 1983, o Clube dos Esportistas fez um programa especial do seu primeiro aniversário direto do Teatro Záccaro (o mesmo que gravava toda semana o Perdidos na Noite). Entre os convidados estavam o piloto Emerson Fittipaldi, o boxeador Chiquinho de Jesus, os jogadores Serginho, Zenon e Pita, os treinadores Mário Travaglini e Jorge Vieira, os jogadores das Seleções Brasileiras de Vôlei Masculino e Feminino e a atriz Zaíra Bueno. Na hora em que toda a equipe se reuniu em volta do bolo para cantar o "Parabéns", a ex-chacrete Rita Cadillac, de minissaia, foi colocada em frente à mesa e de costas para o auditório que se deslumbraria com suas volumosas nádegas. Quando Rita e Silvio Luiz se abaixaram para cortar o bolo, uma empolgada plateia invadiu o palco e a produção sentiu a necessidade de pôr o programa no intervalo.
- A cantora Márcia, esposa de Silvio Luiz, gostava muito de assistir àquela bagunça que seu marido fazia nas noites de terça, até as próprias amigas chegaram a perguntar para ela como o seu marido deixava fazer tudo aquilo na sala da própria casa. Ela nunca concordaria em participar do Clube, mas ela quase apareceu uma única vez, quando Silvio estava fazendo aniversário e levaria toda a família para jantar fora após a gravação. No final do programa, Márcia estava nos bastidores e todos que estavam no estúdio começaram a gritar seu nome assim que a viram. Quando um câmera virou para mostra-la, ela saiu correndo para se esconder obrigando o cinegrafista a se desequilibrar e levar um tombo.
- Pelé foi mais um que marcou presença no Clube. Flávio Prado informou a Silvio de que Pelé estava no estúdio do programa, mas ao invés da cachorrada latir, o Rei entra pela cozinha. Silvio, desconfiado, achou que era um sósia ou alguém que tinha esse apelido. Pelé acabara de ver uma entrevista sua totalmente editada em uma emissora de televisão e perguntou a Silvio se não vão cortar nada do que ele falar e Silvio garantiu que no programa "não se corta nada".
- Como o estúdio era muito pequeno, após a gravação, mais de cinquenta pessoas se aglomeravam e fazia a temperatura "esquentar", pois não havia ar-condicionado. Ferreirinha só oferecia água, café e uísque, mas nada de refrigerante. O narrador Fernando Solera (que trabalhou muitos anos na TV Gazeta de São Paulo) percebeu que todos os convidados estavam morrendo de sede e resolveu preparar uma brincadeira: encheu em vários copos de plástico água gelada misturada com algumas colheres de café para que todos possam se refrescar. Todos viraram em um só gole e só depois sentiram a reação fazendo caretas horríveis para delírio de Solera.
- José Izar, advogado do Corinthians e depois vereador, pedia para participar do Clube e acabou sendo considerado parte do cenário. Todo o programa que participava, ele usava o telefone do estúdio e toda vez que dizia "alô", Silvio pedia para a produção colocar no ar a conversa telefônica. Izar nem desconfiava que sua conversa estava sendo "grampeada" para todos que assistiam o Clube.
- Muitos convidados foram vítimas das cantoras, modelos e dançarinas sentarem em seus colos, e em alguns casos se animavam: o então jovem pugilista Maguila veio ao programa e uma dançarina sentou em seu colo. Inexperiente, ficou excitado e o câmera não perdoou, fechou no local e Silvio disparou o "Olho no Lance". Um diretor de futebol da CBF foi outro que se entusiasmou quando a cantora Vênus sentou em seu colo e toda vez que ele vinha ao programa, Vênus aparecia para lhe fazer companhia. Durante um número musical, Rita Cadillac chegou a sentar no colo de um dirigente octogenário do Santos, que chegou a passar mal. No caso de Jair Picerni, seria diferente. Em 1984, o então técnico da Seleção Olímpica do Brasil, que ficaria com a medalha de prata em Los Angeles, era cobrado para aparecer no Clube mas era proibido pela sua esposa de participar. Depois de muita insistência, Picerni pôde, enfim, participar do programa, embora ainda desconfiado (levou o cunhado para ver a gravação) e Silvio pediu para nenhuma mulata sentar no colo dele. Mesmo assim, uma mulata sentou no colo de Picerni, mas atendendo um pedido de Flávio Prado.
- Outro atleta iniciante que estreou no Clube dos Esportistas foi o piloto Ayrton Senna. Ele participou várias vezes do programa a procura de patrocinadores, mas a presença mais memorável de todas foi um especial de Natal onde Silvio Luiz se vestiu de Papai Noel para presentear os convidados. O então jovem piloto, que acabara de ganhar o título mundial de Fórmula 3 inglesa, abriu o presente que tinha uma mensagem profética: "Esperamos que um dia você seja campeão de Fórmula 1". Anos mais tarde, já como o maior ídolo esportivo do mundo, Senna se declarou fã de Silvio Luiz quando o encontrou em um restaurante